# Gechingen
Gechingen è un comune tedesco di 3 941 abitanti, situato nel land del Baden-Württemberg.